# Шанталь Ройтер
Шанталь Ройтер (нід. Chantal Reuter; нар. 5 травня 1978) — колишня нідерландська тенісистка.
Найвищу одиночну позицію світового рейтингу — 408 місце досягла 30 січня 1995 року.
Здобула 3 одиночні титули.

## Фінали ITF

### Одиночний розряд: 3 (3–0)
| Результат | Ранг | Дата            | Турнір            | Покриття | Суперниця        | Рахунок          |
| --------- | ---- | --------------- | ----------------- | -------- | ---------------- | ---------------- |
| Перемога  | 1.   | 15 березня 1993 | Сарагоса, Іспанія | Ґрунт    | Гала Леон Гарсія | 6–3, 4–6, 6–3    |
| Перемога  | 2.   | 14 лютого 1994  | Фару, Португалія  | Тверде   | Антонела Война   | 6–4, 6–7(1), 6–3 |
| Перемога  | 3.   | 28 лютого 1994  | Бюхен, Німеччина  | Килим    | Лорна Вудрофф    | 6–7, 6–2, 7–5    |